# Mariquita Gallegos
Mariquita Gallegos (Buenos Aires, 25 de octubre de 1940) es una actriz, cantante, exvedette y conductora de televisión argentina.

## Carrera
Mariquita Gallegos es conocida por sus actuaciones en películas argentinas junto a eximios actores de la escena nacional, entre ellos, Pepe Biondi, Julio De Grazia, Santiago Gómez Cou, Javier Portales, Osvaldo Miranda, Jorge Porcel, Alberto Olmedo, Adolfo García Grau, Miguel Amador, Tristán y Santiago Bal. Se destacó en films como: Patapúfete! (1967), con Pepe Biondi, La cigarra está que arde (1967), o Piloto de pruebas (1972) con Ricardo Bauleo. También acompañó a Alberto Olmedo y Jorge Porcel en las divertidas y picantes comedias: Los caballeros de la cama redonda (1973), Los doctores las prefieren desnudas (1973) y Los vampiros los prefieren gorditos (1974).
En teatro se lució como primera vedette junto a importantes capocómicos del momento como José Marrone, Juan Carlos Mareco, Juan Verdaguer, entre otros. Como cantante y concertista actuó junto a su primera pareja, Luis Aguilé, interpretando temas como Hoy es el día de los enamorados, San Valentín y Yo tenía diez a once años. En 1993 editó su disco Historias eróticas.
En radio fue conductora del programa Esta es mi trasnoche, por Radio Belgrano en 1987.

### Cine
- 1960: El asalto
- 1961: Libertad bajo palabra
- 1962: La chacota
- 1966: Algunas lecciones de amor
- 1967: ¿Quiere casarse conmigo?
- 1967: Patapúfete!
- 1967: La cigarra está que arde
- 1969: ¡Viva la vida!
- 1972: Piloto de pruebas
- 1972: El picnic de los Campanelli
- 1973: Los caballeros de la cama redonda
- 1973: Los doctores las prefieren desnudas
- 1974: Los vampiros los prefieren gorditos
- 1976: La guerra de los sostenes
- 1978: Con mi mujer no puedo
- 1979: Las muñecas que hacen pum
- 2014: TANgente

### Televisión
- 1960: Vida íntima de la TV

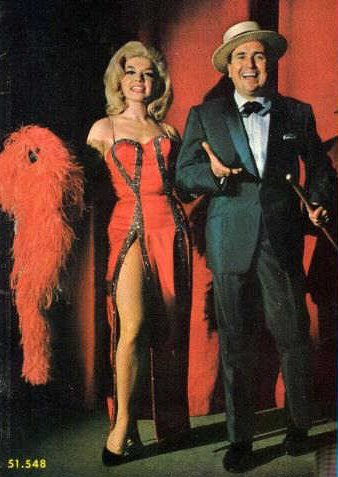
Mariquita Gallegos con Juan Carlos Mareco.

- 1962: Los sueños de Mariquita, emitido por Canal 11
- 1963: Teatro como en el teatro
- 1963/1984: Operación Ja-Já
- 1967: La revista del Dringue, con Dringue Farías, Beba Bidart, Peggy Sol y Pedro Sombra.
- 1967: El circo de Marrone, junto a José Marrone, Juanita Martínez y Carlos Scazziotta.
- 1968: Vivir es una comedia
- 1968/1971: Sábados de la bondad
- 1968/1973: Viernes de Pacheco
- 1969/1972: El botón
- 1970: Pinocholandia
- 1970: Musicalísimo
- 1970: Alta comedia
- 1972: Revista de revistas
- 1973/1976: El chupete
- 1974: La comedia brillante
- 2004/2005: Los Roldán
- 2011: El hombre de tu vida, junto a Guillermo Francella y Mercedes Morán.

Desde 1994 conduce su ciclo La Gran Vidriera, emitido diariamente por el Canal Argentinísima satelital.

### Teatro
- La ex esposas
- Con Pinocho y Mariquita es bien familiar la cita[3]
- 1962: El novio - Junto a Luis Aguilé, Fernando Borel, José María Langlais, Augusto Codecá, Laura Escalada, Bárbara Huguet, Mirta Luciani, Mabel Manzotti, Iris Marga, René Monclaire, José Pérez, Laura Yusem y Leda Zanda - "Teatro Coliseo" - Dirección: Juan Silbert.
- 1966: Las Wifanas - Junto a José Marrone, Juan Carlos Mareco, Tito Lusiardo, Hilda Mayo, Argentinita Vélez, Alma Ferrari, Carlos Scazziota, Adriana Tanner, Elena Cásares y Elvira Porcel - "Teatro Maipo".
- 1969: Luces de Buenos Aires - Junto a Hugo del Carril, Mariano Mores, Juan Carlos Mareco, Jorge Sobral, Tito Lusiardo, María Esther Corán, Dorita Burgos, Jovita Luna, Juan Carlos Copes, Coco Martínez, Juan Carlos Nassel, Rafael Barreta, Alicia Cagian, José Cubas, Agrupación Azul, Muletas de Ébano, Silvia Mores, Nieves Copes, Raúl Chanel, Raúl Carrel, Ana Goglio, Oscar Chapolin, Los Arribeños y Pop Girls - "Teatro Presidente Alvear" - Dirección: Hugo del Carril.
- 1984: La sexta esposa - Junto a Darío Lombardo, Valeria Vanini y elenco - "Teatro Astral" - Dirección: Hugo Sofovich.
- 1986: Sweet Charity - Junto a Jorge Martínez, Edda Bustamante, Adriana Salgueiro, Sergio Velasco Ferrero, Guadalupe, José María Langlais, Jacques Arndt, Perla Caron, Ricardo Dupont, Guillermo Fernández, Francisco Condoleo y Guillermo Angelelli - Teatro Lola Membrives - Dirección: Rubén Navarro y Miguel Iseas.
- 2002: Por las calles de Madrid - Junto a Luis Aguilé, Manuel de Segura, Lara Mauro, Jorge Contegni, Eduardo Silvera y El Ballet Aranjuez - "Teatro Astral".
- Ya tiene médico el pueblo
- Aprobado en castidad, dirigido por Narciso Ibáñez Serrador.
- 2008: Tangos de ayer... y las canciones de siempre - Junto a Yamila Di Maio, Roberto Luján, Mónica Satian, Gabriela Weil, Laly Wolf, Gastón Geréz, Gladys Sanches y Carlos Alonso - "Auditorio del Pilar" - Dirección: Néstor Hidalgo.
- 2009: Narcisa Garay, mujer para llorar - Junto a Liliana Baenard, Cristina Buis, Jorge Cavanet, Jorge Chao, Bety Cosoy, Teresa del Río, Cielito Flores, Julio Gini, Adelco Lanza, Gilberto Rey, Olga Silveyra, Marlene Spindler y Magdalena Viola - "Argentores" - Dirección: Rodolfo Graziano.
- 2011: Una pareja espectacular - Junto a Rafael Cini - "Teatro Porteño" y "Multiespacio Los Ángeles" - Dirección: Juan Carlos Larry.
- 2014/2015: Mariquita como yo... no hay dos - Hotel de las Naciones - Dirección: Leandro Serrano.

### Discografía
- 1961: "Los sueños de Mariquita" - RCA
- 1965: "Mariquita Gallegos" (EP) - BELTER
- 1965: "Otras Pinochadas" (EP) - BELTER - Junto a Juan Carlos Mareco
- 1965: "Pinocho y Mariquita Gallegos" (EP) - BELTER - Junto a Juan Carlos Mareco
- ????: "Que te pasa con mamá? / El sueño de los enamorados" (Simple) - VIK
- 1993: "Historias eróticas"
- 2002: "Por las calles de Madrid" - PRODUCCIONES SHOWMAN - Junto a Luis Aguilé

## Vida privada
Gallegos tuvo dos sonados romances artísticos. Fue pareja durante un tiempo del actor y cantante Luis Aguilé, y estuvo unida en matrimonio con Juan Carlos Mareco (entre 1963 y 1970), con quien vivió un tiempo en España y tuvieron a su hijo Damián.
En 1985 se la relacionó sentimentalmente con el joven actor Marco Estell.